# Alconaba
Alconaba är en kommun i Spanien.   Den ligger i provinsen Provincia de Soria och regionen Kastilien och Leon, i den centrala delen av landet, 180 km nordost om huvudstaden Madrid. Antalet invånare är 190.